# Ябчанка Олександр Володимирович
Олекса́ндр Володи́мирович Ябчанка (нар. 22 вересня 1980, с. Руське, Мукачівський район, Закарпатська область) — український військовий і громадський діяч, колишній радник міністра охорони здоров'я, колишній речник міністерства охорони здоров'я України, учасник російсько-української війни з 2014 року.

## Життєпис
Народився 22 вересня 1980 у селі Руське Мукачівського району. Проживає у Львові з 1982 року.
2004 року - учасник Помаранчевої революції, займався волонтерством в Українському домі.
З 2006 до 2014 року працював асистентом кафедри педіатрії і неонатології факультету післядипломної освіти Львівського національного медичного університету імені Данила Галицького. Також працював лікарем у Західноукраїнському спеціалізованому дитячому медичному центрі.
2010 року закінчив Львівський медуніверситет імені Данила Галицького.
2012 року ініціював та був менеджером благодійного проєкту «Подаруй дитині надію» для Західноукраїнського спеціалізованого дитячого медичного центру у Львові.
2013 став кандидатом медичних наук за спеціальністю педіатрія, гематологія. 2018 вступив до Київської школи економіки на магістерську програму «Публічна політика і врядування».
У 2014—2019 роках помічник народної депутатки України 8-го скликання від Блоку Петра Порошенка Ольги Богомолець.
Від 2014 до 2018 року був експертом медичної групи коаліції громадських організацій «Реанімаційний пакет реформ». 2017 року приєднався до команди міністра охорони здоров'я Уляни Супрун, став її радником. 2018 року став речником міністерства охорони здоров'я України.
2018 року кандидував на посаду керівника експертної групи координації політик Директорату стратегічного планування та євроінтеграції Міністерства охорони здоров'я України. 2019 року повернувся до Львова після того, як два роки був радником Уляни Супрун, для того, щоби продовжувати розпочату командою реформу на регіональному рівні. У 2019 році невдало балотувався до Верховної Ради України 9 скликання як самовисуванець по 124 округу (Львівська область). На момент виборів - експерт із реформи системи охорони здоров'я та викладач на навчальних програмах Українського католицького університету.
2020 року невдало балотувався до Львівської міської ради від Української Галицької партії.
2021 року добровільно спалив свій диплом кандидата медичних наук на знак протесту проти надання аналогічного наукового звання фігурантові реєстру зрадників Іллі Киві.
2022 року після початку повномасштабної війни Ябчанка пішов воювати на фронт у складі 1 окремого механізованого батальйону «Вовки Да Вінчі».
2023 року зареєстрував петицію з вимогою накласти вето на закон № 9534 та повернути його до Верховної Ради для відкриття даних про декларації можновладців. Петиція набрала 83 000 голосів менше ніж за два дні, що стало рекордом за весь час існування інструменту петицій в Україні.
В одному з боїв у серпні 2023 року зазнав важкого поранення в ногу при евакуації пораненого на Куп'янському напрямку. Поступив до медиків із переломом правої стегнової кістки в ділянці колінного суглоба, внаслідок чого утворилась контрактура коліна, тобто обмеження рухливості суглоба. Прооперований у Харкові, потім лікувався в передмісті Львова. Проходив реабілітацію в центрі «Незламні». Всього за час війни зазнав трьох поранень.
2024 року Олександр Ябчанка очолив роту «Гонор».